# كاساجيوف
كاساجيوف هي كومونا في مقاطعة كازيرتا في منطقة كامبانيا الإيطالية، وتقع على بعد حوالي 1 كيلومتر (0.6 ميل) غرب كازيرتا.

## تاريخها
فتم بناؤها في منطقة استعمرها الإغريق القدماء وفي الحقيقة اسمها يعني «بيت جوبيتر» بسبب معبدها القديم المخصص لهذه الألوهية. طريق أبيا فالطريق الروماني الذي يربط روما بجنوب إيطاليا، يمر منها على تل كاساجوف توقف حنبعل قبل محاولته الفاشلة لغزو روما، لبضعة أسابيع.
كاساجيوف تأوي العديد من الأشخاص الذين كانوا يعملون في بناء القصر الملكي في كاسيرتا ففي وقت لاحق أصبح حيًا عسكريًا حتى منتصف القرن التاسع عشر كانت مقسمة إلى جزأين: كازانوفا وكوكاجنا.
وتم دفن المهندس المعماري لويجي فانفيتيلي في كنيسة سان فرانسيسكو دي باولا.